# Rally Cross
Rally Cross — гоночная компьютерная игра, разработанная Sony Interactive Studios America и изданная Sony Computer Entertainment на PlayStation. В 1998 году было выпущено продолжение под названием Rally Cross 2.

## Игровой процесс
Игра поддерживает до четырёх игроков через разделённый экран.

## Оценки
| Сводный рейтинг    | Сводный рейтинг |
| Агрегатор          | Оценка          |
| ------------------ | --------------- |
| GameRankings       | 85,40 %         |
| Иноязычные издания |                 |
| Издание            | Оценка          |
| EGM                | 8,75/10         |
| GameSpot           | 7,7/10          |
| Next Generation    | [ 5 ]           |

Игра в целом получила положительные отзывы, согласно сайту GameRankings.